# Process Explorer
Process Explorerとはマイクロソフトが買収したSysinternalsの開発によるシステムのモニタリングと検査を行うMicrosoft Windows対応フリーウェアプログラムである。Windows タスク マネージャーの機能に加えユーザーのシステム上で動いてるプロセスに関する情報を収集する機能のリッチセットを提供しており、ソフトウェアやシステムの問題をデバッギングするためのファーストステップとして利用することができる。
問題追跡のために使用出来る例として、プロセスに所有されている特定のリソースや全プロセスを表にしたり検索する手段を提供しており、別のプログラムが使用していることによってファイルが開いたままで使用できない原因を突き止めるために使用されている。別の例としてプログラムを立ち上げる時に使用出来るコマンドラインで同一となっているプロセスの区別が可能となる。タスク マネージャーのようにCPUを最も多く使用しているプロセスを見ることができるが、デバッガの下では得られない、CPUを使用しているスレッド（コールスタックと一緒に）も見ることができる点はタスク マネージャーと異なる。
Windows Sysinternalsのウェブサイトで入手できる管理とモニタリングのユーティリティセットの1つである。

## 歴史
Process Explorerの起源はHandleExとDLLViewというSysinternals初期における2つに分かれたユーティリティで2001年に統合されている。2008年まで9x/Me、Windows NT 4.0、Windows 2000でも動作していた。Windows 2000対応のProcess Explorerはバージョン12.0までで、12.04以降では動作しない（12.04からはWindows 2000で動かないcredui.dllが必要なため）。現バージョンはWindows XP以降で動作しているが、バージョン15ではWindows Vista以降対応であるもののGPUのモニタリング機能が追加された。

## 機能
- プロセスの階層閲覧
- 各プロセスごとに会社名とアイコンを表示
- タスクバー内でCPU使用率をリアルタイム表示
- 選択したプロセスをサスペンド
- 選択したプロセスのウインドウを手前にする
- プロセスツリーを完全に終了させる
- サービスプロセスのアクセスセキュリティを対話形式で変更
- プロセスの優先度を対話形式で設定
- 複数のサービス機能を実行するファイルを区別する。例としてsvchost.exeにポインターが配置された時に、自動アップデート、セカンダリーログイン、RPCの提供、ターミナルサービスを実行した時に表示される。